# Beni Ksila
Beni K'Sila là một đô thị thuộc tỉnh Béjaïa, Algérie. Dân số thời điểm năm 2002 là 4.586 người.